# Siliștea (okręg Călărași)
Siliștea – wieś w Rumunii, w okręgu Călărași, w gminie Valea Argovei. W 2011 roku liczyła 779 mieszkańców.